# Nobeoka

Hartă ce arată poziţionarea oraşului Nobeoka în Prefectura Miyazaki (începând cu 2006).

Nobeoka (日向市 Nobeoka-shi?) este un municipiu din Japonia, prefectura Miyazaki. Este cel mai nordic municipiu al prefecturii.

## Populația
Incepând cu 1 ianuarie 2006, orașul are o populație de aproximativ 130.550 de persoane și o suprafață de 588,05 km².